# キャンペーン・ハット

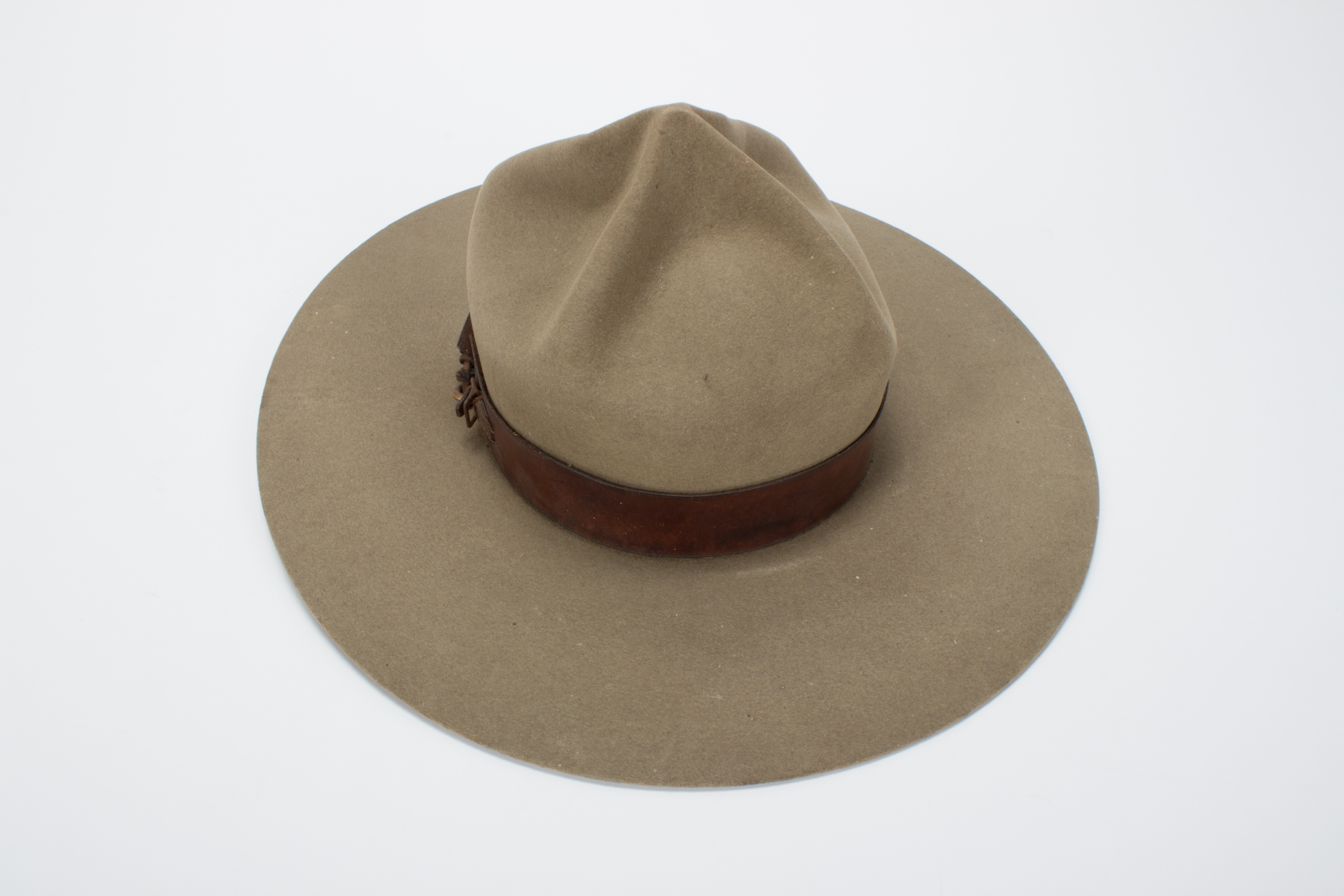
辺境人軍団が使用したキャンペーン・ハット（1910年代）

キャンペーン・ハット（英: Campaign hat）とは、帽子の一種である。ボーイスカウトの制帽としてよく知られる。他、北アメリカでは軍人や警察官の制帽として広く使われている。
キャンペーン・カバー（Campaign cover）と呼ばれることもある。

## 構造
全周のつばがついているが、ソフト帽とは異なり「うねり」や「反り」がつけられておらず、水平方向に広がっている。頭頂部は尖っていて、その周囲に四つの窪みがある。大抵はリボンや紐の装飾がつき、制帽として用いられるものには顎紐もつく。素材はフェルトや藁が一般的。制帽として使われる場合は、大抵は正面に機関の帽章がつけられる。

## 用途

### アメリカ軍
アメリカ軍（陸・海・空・海兵の四軍全て）とアメリカ沿岸警備隊の練兵軍曹の制帽として使われている。

### アメリカ合衆国の警察の場合
- 多くのハイウェイパトロール及び州警察では、制帽として用いられている。制服を着用した外勤中は常に被る場合もあれば、公式行事以外は省略される場合もあり、どの状況で使用するかは州によって違いがある。またカリフォルニア・ハイウェイ・パトロール（英語版）のように、上級警察官は通常の官帽を既定している場合もある。
- 保安官及び保安官代理の制帽としても、キャンペーン・ハットはまま見られる。制帽の扱いは州警察と同じようなもので、また制服着用の外勤中は機関のワッペンや刺繍の入った野球帽を装着するなど、キャンペーン・ハット以外の帽子を用いる場合もある。
- 市警察等では警察学校の教官が着用することがあり、これは米軍での用途と似ている[1]。

- ルイジアナ州警察の警察官
- サンフランシスコ保安官本部の保安官代理
- カリフォルニア・ハイウェイパトロールの制帽

### カナダの警察
王立カナダ騎馬警察では、赤い詰襟上衣が特徴である伝統的な制服に、ベージュのキャンペーンハットを合わせる。
- 伝統的な制服を着用し騎乗したカナダ騎馬警察官